# Миленко Вучетић
Миленко Вучетић (Београд, 1947) српски је писац и сценариста.

## Рад и дело
Објавио је књиге приповедака „Гласови“ (1975), „Како се прекалио челик“ (1980) и „Барабе“ (1985), романе „Отимање среће“ (1987), „Бежање од среће“ (1988) и „Убијање среће“ (1999) и збирке записа „Пожар у барутани“ (1995) и „Светиљке и сенке“ (1999) и др.
Написао је и више телевизијских драма ("Жуте фесвице“, „Сланици“, „Отац и неки важни људи“, „Соба са пет зидова“, „Деца расту ноћу“, „Господин Димковић“, „Пупинове звезде“, „Једна половина дана“, „Црвена барака“ и др.), изведених на програмима београдске, сарајевске и новосадске телевизије. Приповетке су му превођене на енглески, француски, немачки, руски, пољски, мађарски, словачки, словеначки и македонски језик. Добитник је књижевних награда "Исидора Секулић“ и "Бранко Ћопић“ и више награда за телевизијске драме. Живи у Београду, као професионални писац.